# Frank Caliendo
Frank Caliendo, né le 19 janvier 1974 à Chicago, est un acteur et imitateur américain. Il est surtout connu pour son travail sur la série MADtv.

## Biographie
Caliendo naît à Chicago, en Illinois, le 19 janvier 1974. Il grandit à Waukesha, où il fréquente la Waukesha South High School (en), puis l'université du Wisconsin à Milwaukee.
Caliendo fait ses premières armes à la télévision en 2000-2001 en faisant quelque sketchs dans la série Hype (en).

## Filmographie
| Année     | Titre                                                          | Rôle               | Notes                                                 |
| --------- | -------------------------------------------------------------- | ------------------ | ----------------------------------------------------- |
| 2000      | Hype                                                           | lui-même/variés    |                                                       |
| 2001      | Late Friday                                                    | lui-même           |                                                       |
| 2001–2006 | MADtv                                                          | lui-même/variés    | 117 épisodes                                          |
| 2003–2012 | FOX NFL Sunday                                                 | lui-même/variés    |                                                       |
| 2004      | Comedy Central Presents (en)                                   | lui-même           |                                                       |
| 2004      | National Lampoon Live: New Faces - Volumes 1 & 2               | lui-même/animateur |                                                       |
| 2004      | Wisconsin Born & Bred: The Entertainers                        | lui-même           |                                                       |
| 2005      | Mind of Mencia (en)                                            | George W. Bush     | voix seulement                                        |
| 2007      | Frank Caliendo: All Over the Place (en)                        | lui-même           |                                                       |
| 2007      | The 2007 White House Correspondents Dinner                     | lui-même           |                                                       |
| 2007      | The Comebacks                                                  |                    |                                                       |
| 2007–2008 | Frank TV (en)                                                  | animateur/variés   |                                                       |
| 2008      | The Comedy Festival Presents: Funniest Movies of the Year 2008 | lui-même/animateur |                                                       |
| 2011      | Hot in Cleveland                                               | Kenny              | saison 2, épisode 13 : "Unseparated at Birth"         |
| 2014      | Sullivan and Son                                               | Ralph              | saison 3, épisode 6 : "Lyle and Son"                  |
| 2014      | The Birthday Boys (en)                                         | lui-même           | saison 1, épisode 4 : "Rock and Roll"                 |
| 2014      | Souvenirs de Gravity Falls                                     | Sergei             | saison 2, épisode 3 : "The Golf War" (voix seulement) |

## Discographie
- (en)Make the Voices Stop (2002)
- (en)Frank on the Radio (2003)
- (en)Frank on the Radio 2, Volume 1 (2007)
- (en)Frank on the Radio 2, Volume 2 (2007)
- (en)All Over the Place (2008)
- (en)National Lampoon Live: Unleashed (2009)

## Crédit d'auteurs
- (en) Cet article est partiellement ou en totalité issu de l’article de Wikipédia en anglais intitulé « Frank Caliendo » (voir la liste des auteurs).